# Castelchiodato
Castelchiodato è una frazione di Mentana, in provincia di Roma.
Gli abitanti, chiamati Castellani, sono 1.710, secondo il censimento ISTAT del 2001.

## Storia

### Le origini, l'epoca romana e le invasioni barbariche
Il nome deriva da Castrum Deodati.
Alcuni studiosi la identificano con Ameriola, un centro arcaico nei pressi. 
Secondo alcune fonti storiche fu distrutta in epoca sabina dal re Tarquinio Prisco.
Dopo il ratto delle sabine, il centro d'origine sabina fu annesso a Roma, di cui ne seguì le sorti.
Durante le invasioni barbariche fu invasa dagli Eruli, dai Visigoti, dagli Ostrogoti ed infine dai Longobardi.
In seguito, tra l'870 ed il 910 l'invasione dei Saraceni costrinse gli abitanti a ripararsi sulle colline vicine.

### Dal Medioevo all'epoca contemporanea
Nel XII secolo il centro fa parte dei possedimenti di Deodato di Cretone.
Nel 1276 viene fondata la cittadina Castelchiodato risultando come possesso dei signori Ottaviani di Palombara Sabina.
Nel XIII secolo i Savelli (proprietari del vicino castello di Palombara) risultano feudatari di Castelchiodato e, come risulta da atti, Jacopo, figlio di Pandolfo Savelli, fece rafforzare i castelli di Stazzano, Cretone e Palombara.
In una bolla di Papa Martino V del 1424 Castelchiodato viene chiamato come Castrum Domini Deodati, indi fino al 1800 viene chiamato Castrum Deodati o Castrum Chiodati.
Nel 1445 Giovan Battista Savelli, in un suo testamento con data 11 settembre, lascia in eredità al figlio Jacopo, 15 castelli, compreso il castello Savelli di Palombara, quelli di Cretone e Castelchiodato.
Nel 1463 Giacomo, figlio di Giovanni, perdette il feudo di Castelchiodato per contrasti con la Chiesa.
Castelchiodato fu venduto per la somma di 6.300 fiorini d'oro al notaio monsignor Giorgio Cesarini, ma i Savelli inveirono contro di lui affermando di non aver avuto in cambio nemmeno un quattrino.
Nel 1465, come si evince da una bolla datata 11 maggio, Papa Paolo II fa tornare indietro il feudo di Castelchiodato a Giacomo Savelli con tutti gli altri beni confiscati.
L'8 gennaio 1509 Troilo Savelli spartisce col fratello Giacomo i feudi tenendo per sé i feudi di Castelchiodato, Cantalupo in Sabina, Montasola, Poggio Moiano ed Aspra Sabina.
Nel 1593 un altro Troilo Savelli (di 18 anni) viene decapitato su ordinanza di Clemente VIII, ma 5 anni più tardi lo stesso papa con una bolla datata 21 aprile 1598 ricedette ai Savelli i beni confiscati.
L'anno seguente Castelchiodato fa parte dei beni del vescovo di Gubbio Mariano Savelli.
Nel 1637 il castello di Palombara fu venduto al principe Borghese, nel 1656 i castelli di Cretone e di Castelchiodato vennero venduti allo stesso principe per 100.000 scudi romani da Fabrizio e Giulio Savelli.
Nel 1798 con l'avvento della Repubblica romana cade il governo pontificio e:
- la Municipalità prende il posto di Comunità;
- i Consiglieri vengono chiamati Cittadini;
- i Priori vengono commutati in Consoli;
- il Principe Borghese viene designato come "ex-principe".

Nel 1817 Castelchiodato diventa parte della Municipalità di Palombara.
Nel 1896 Castelchiodato passa dal comune di Palombara al comune di Mentana.

## Monumenti e luoghi d'interesse
- Resti del Castello Savelli e delle mura difensive.
  - Alcuni resti del castello e delle fortificazioni: ne rimangono solo alcune piccole parti.
  - Del castello, la parte centrale fu distrutta e sostituita da un serbatoio per l'acqua.
  - 2 porte sono in via Croce e in via Savelli, quest'ultima trasformata in frantoio.
- Scultura su legno di SS. Salvatore.
- Forno a legna del 1200.
- Famiglia Deodati (il Castello Savelli?).
- Nelle campagne adiacenti, fontanili rurali pittoreschi per l'abbeveraggio di animali.
- Resti di mura medievali.
- Resti delle case del borgo originario, inglobati nelle case odierne.

### Gli edifici di culto
- La chiesa di Santa Margherita d'Antiochia. Questa chiesa fu costruita intorno all'anno 1000 (1046 o 1048), è posta al di fuori delle mura, ed è stata la chiesa parrocchiale prima della costruzione del Castello Savelli. Veniva usata come cimitero (anche dopo l'editto di Napoleone) con tombe divise in 3 serie di tombe comuni: per gli uomini, per le donne e per i bambini. Dopo un restauro, eseguito per volontà del parroco Don Giuseppe Pasquarelli, tra 1854-1857 alcuni dipinti (di Santa Margherita con drago e Santa Caterina, Sant'Antonio abate e i Santi Cosma e Damiano), sono andati perduti.
- La chiesa del Santissimo Salvatore. Di recente costruzione, 1996, sorge accanto alla chiesa di Santa Margherita, all'interno vi è la scultura lignea del SS. Salvatore.
- La Chiesa di Santa Maria degli Angeli, già chiesa parrocchiale, fu riedificata sulle fondamenta della vecchia chiesa, nel 1862, all'interno delle mura castellane. Era dedicata in origine al Santissimo Salvatore, prima della costruzione della nuova chiesa parrocchiale. All'interno vi è il soffitto a capriate; nella parete sopra l'altare vi è un dipinto su tela raffigurante Gesù Salvatore al centro e ai lati i Santi, Margherita vergine e martire, San Pietro e San Paolo.
- Il Santuario del Santissimo Salvatore. Dista 4 chilometri dal paese, in piena campagna. Qui vi venne ritrovata la scultura lignea del SS. Salvatore. Ogni anno, il 1º giugno, è meta di pellegrinaggio, con messa, festa e processione.

## Manifestazioni ed eventi principali
- 1º giugno. SS. Salvatore. Pellegrinaggio nella chiesa omonima, con festa e processione.
- 20 e 21 luglio.Santa Margherita. Messa e processione al cimitero. Successivamente festa in paese.
- Il Carnevale castellano (cioè il Carnevale di Castelchiodato). Ogni zona del paese propone un tema allegorico per sfilare nelle vie del paese, con musica della banda di "G. Verdi" di Castelchiodato.
- 17 gennaio. Sant'Antonio Abate, con festa e processione.
- Domenica delle Palme. Rappresentazione della Passione di Nostro Signore Gesù Cristo per le vie del paese.
- Venerdì Santo. Solenne processione con il Cristo morto e l'Addolorata.
- 22 novembre. Santa Cecilia, con festa e processione.
- Durante le festività natalizie. Natale a Castelchiodato con presepio meccanico elettronico nei locali della Pro Loco di Castelchiodato.[2]

## Economia
- Agricoltura, viticoltura, olivicoltura
- Pendolarismo con Monterotondo, Palombara e Roma (perlopiù studenti).

## Sport
La storica squadra, la Nuova A.S. Castelchiodato, militò in varie categorie, arrivando fino alla Promozione. Di questa società hanno fatto parte calciatori come Marco Marchionni (parecchie stagioni in Serie A), Giampiero Alivernini, Mauro D'Antoni, Silvio e Salvatore Refrigeri, Tommaso Serrecchia (Record di goal realizzati in un solo campionato di calcio Italiano). Scioltasi la Nuova A.S. Castelchiodato, venne fondata nel 2005 la Castrum Deodati (il nome della società deriva dall'antico nome di Castelchiodato) che partecipò per alcuni anni nei bassi campionati regionali.
Il Castelchiodato nel 2007 partecipa alla fusione con la squadra del Cretone, paese limitrofo, prendendo il nome di A.S.D CretoneCastelchiodato e successivamente Cre.Cas. Attualmente milita nell'Eccellenza laziale.